# 西莲乡
西莲乡，是中华人民共和国湖南省张家界市桑植县下辖的一个乡镇级行政单位。

## 行政区划
西莲乡下辖以下地区：
石门亚村、丰合村、月岩村、玉京村、中里村、金竹村、罗子岭村、双龙村、双合村和柳树村。